# Mua sắm ở Seoul

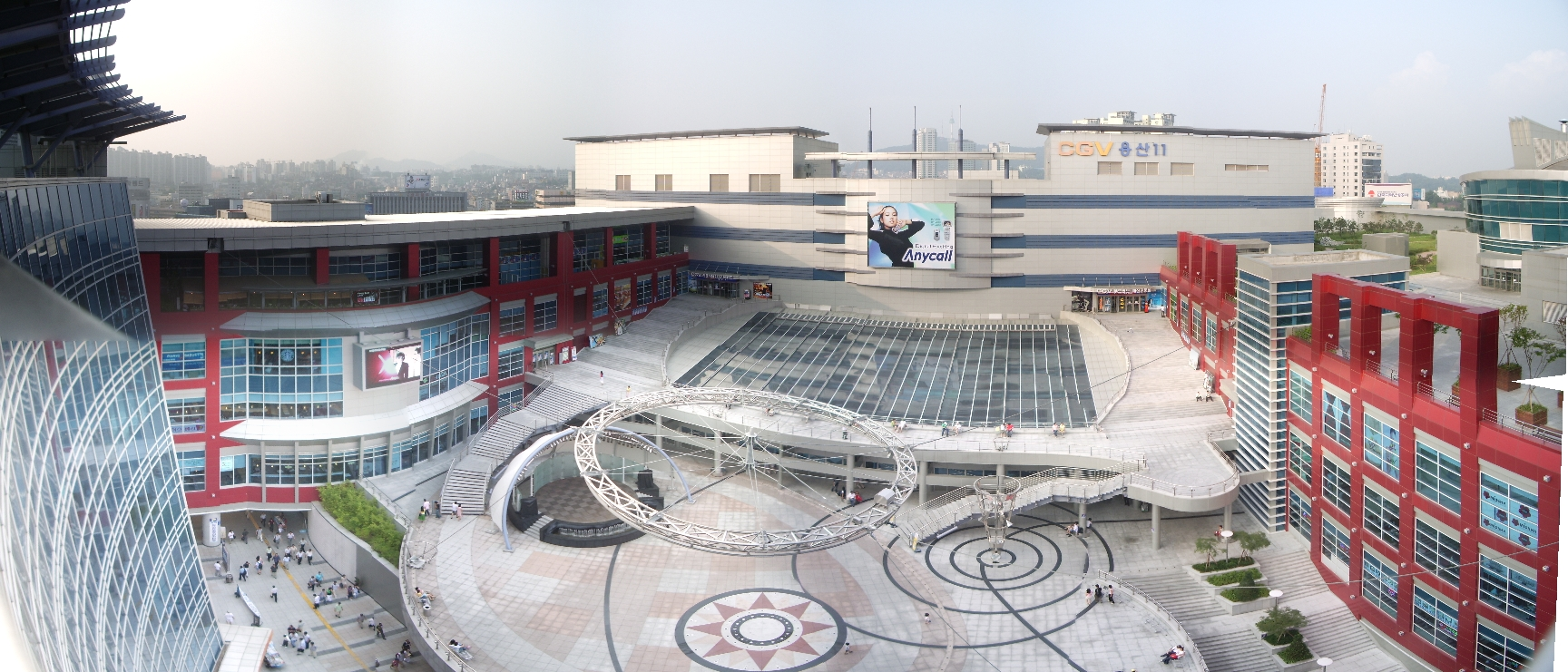
Yongsan I'park Mall

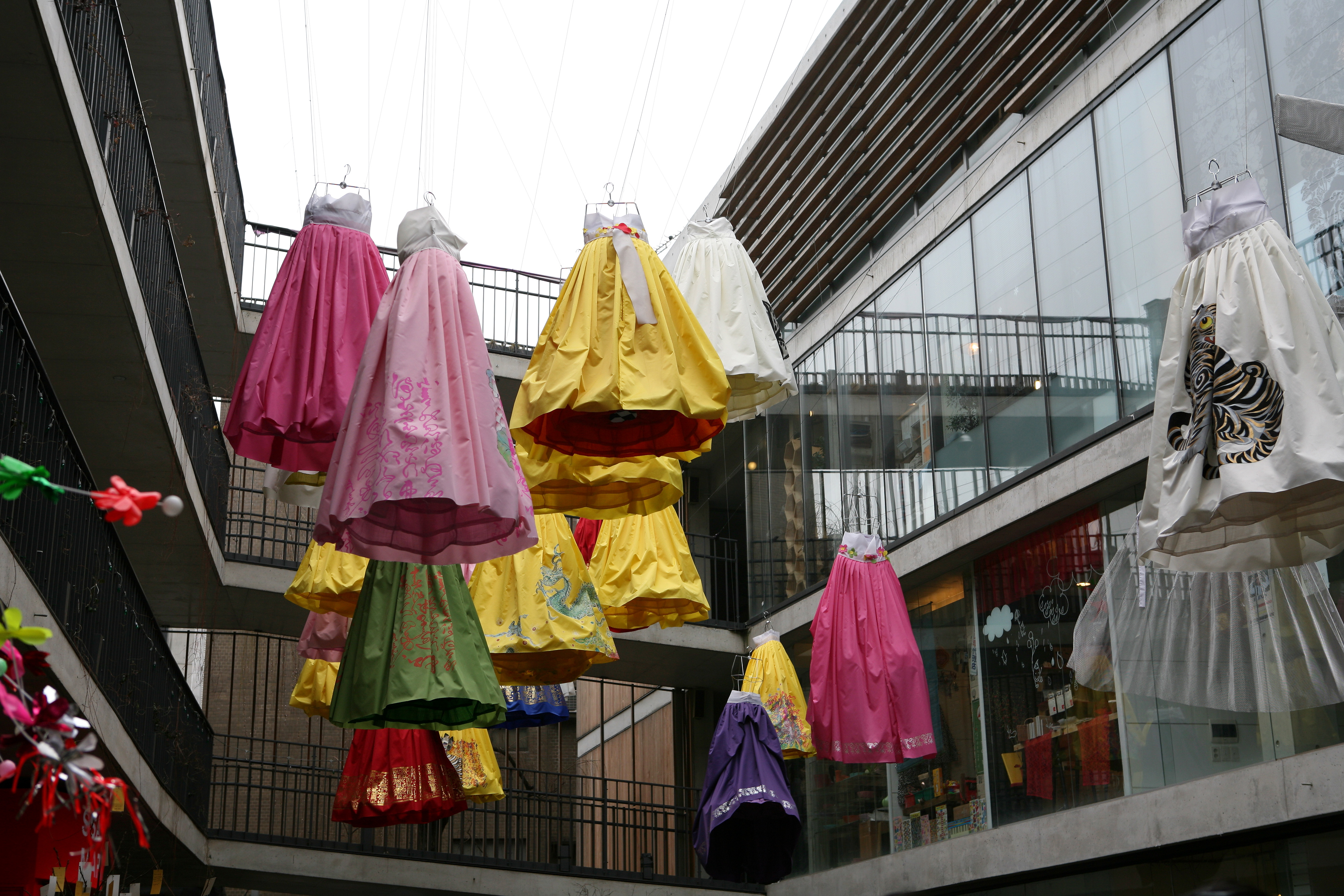
Khu Insadong

Thủ đô Seoul của Hàn Quốc có nhiều khu vực mua sắm và chợ trong thành phố, ví dụ như thời trang của Myeong-dong, sang trọng của Cheongdam-dong, giải trí của khu vực Hongdae, hoặc bán buôn của chợ Dongdaemun và chợ Namdaemun.

## Chợ và truyền thống

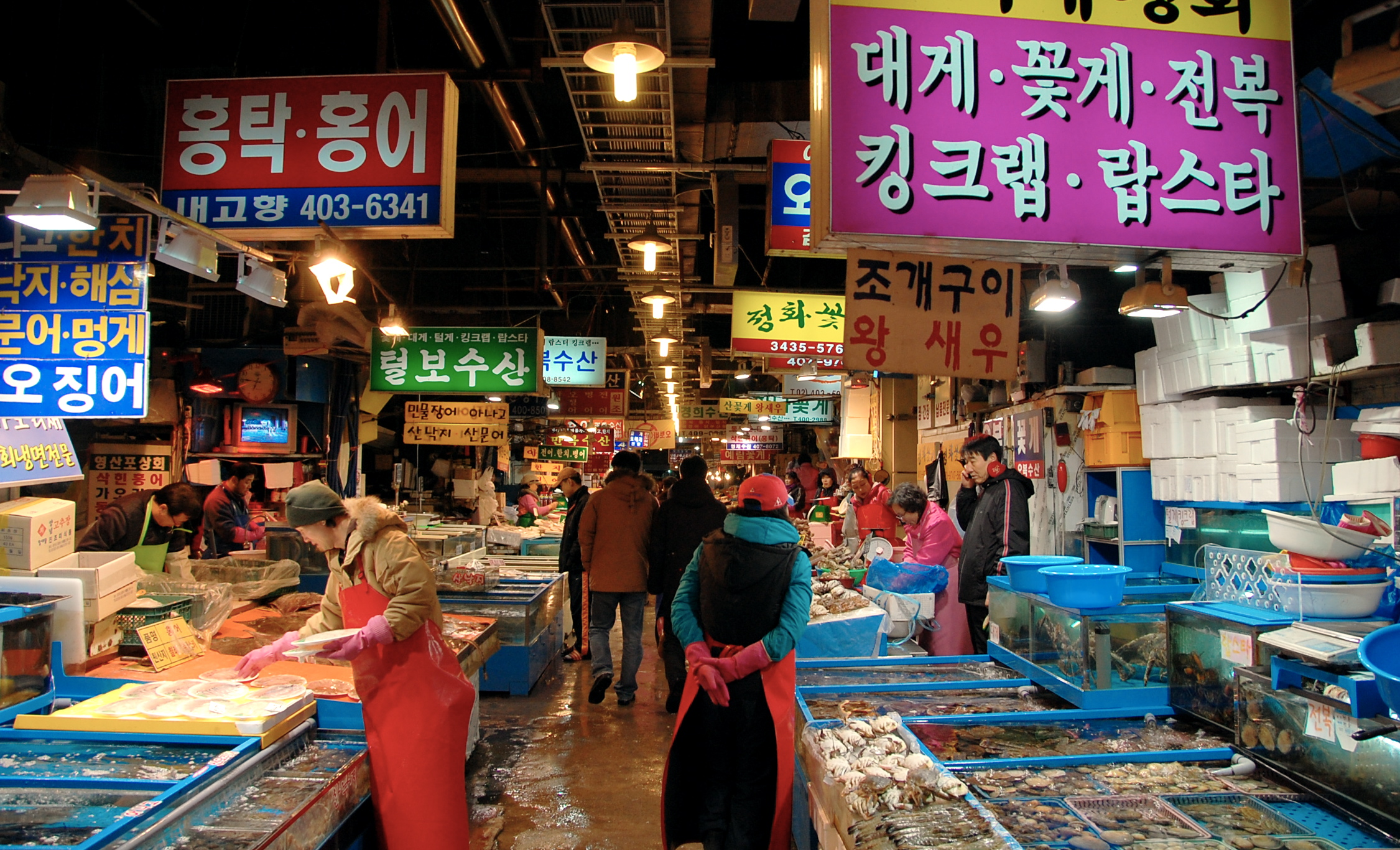
Chợ cá Garak

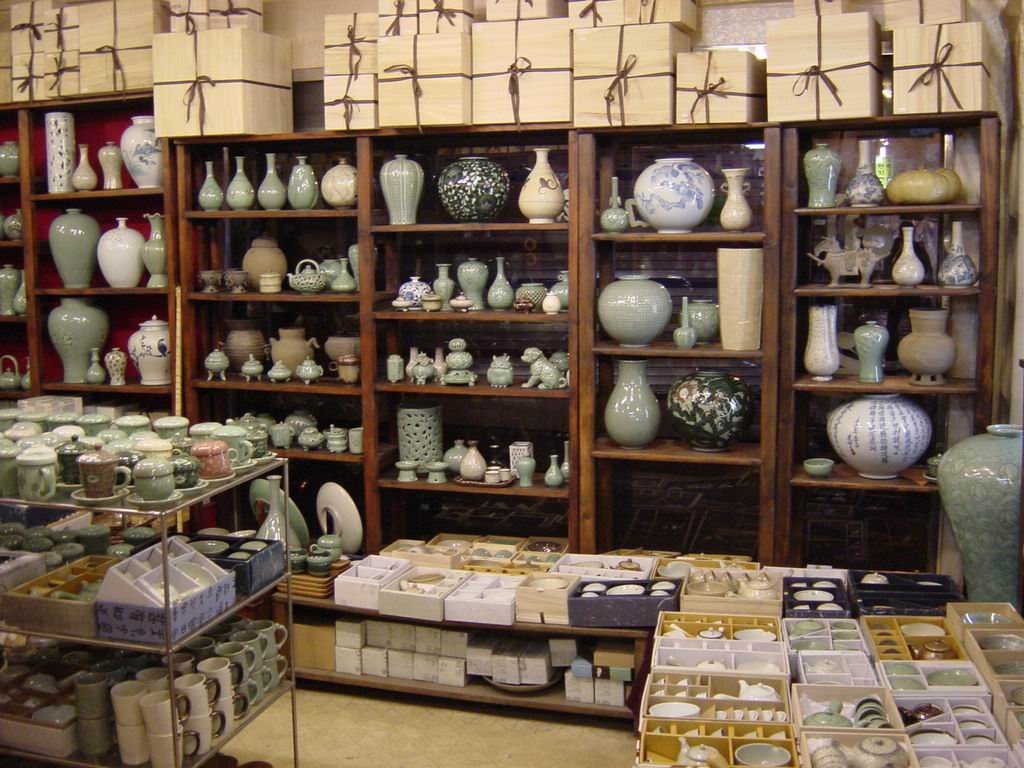
Một cửa hàng gốm sứ truyền thống ở Insa-dong

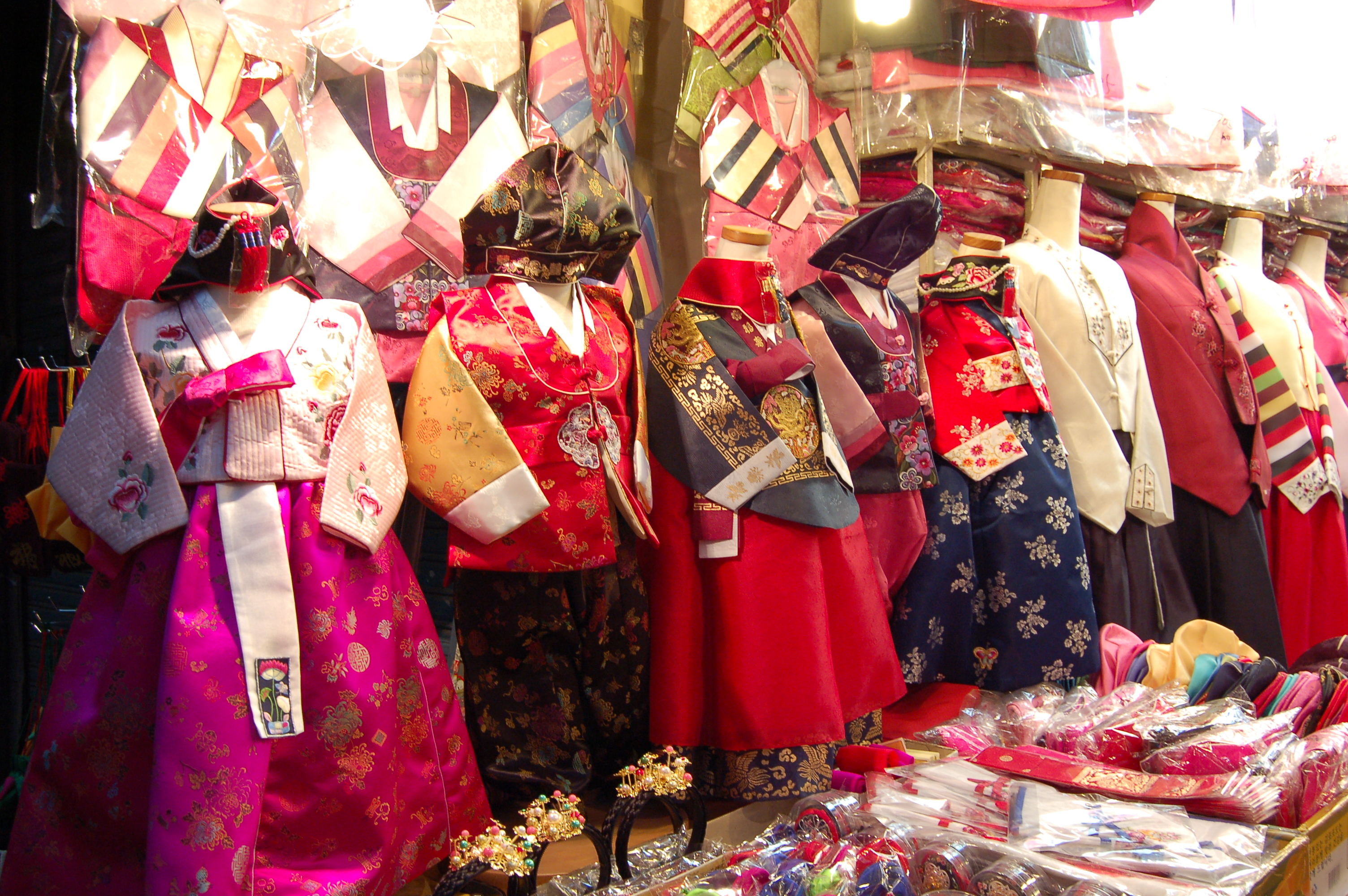
Trang phục truyền thống Hàn Quốc được bày bán tại cửa hàng Hanbok ở chợ Dongdaemun

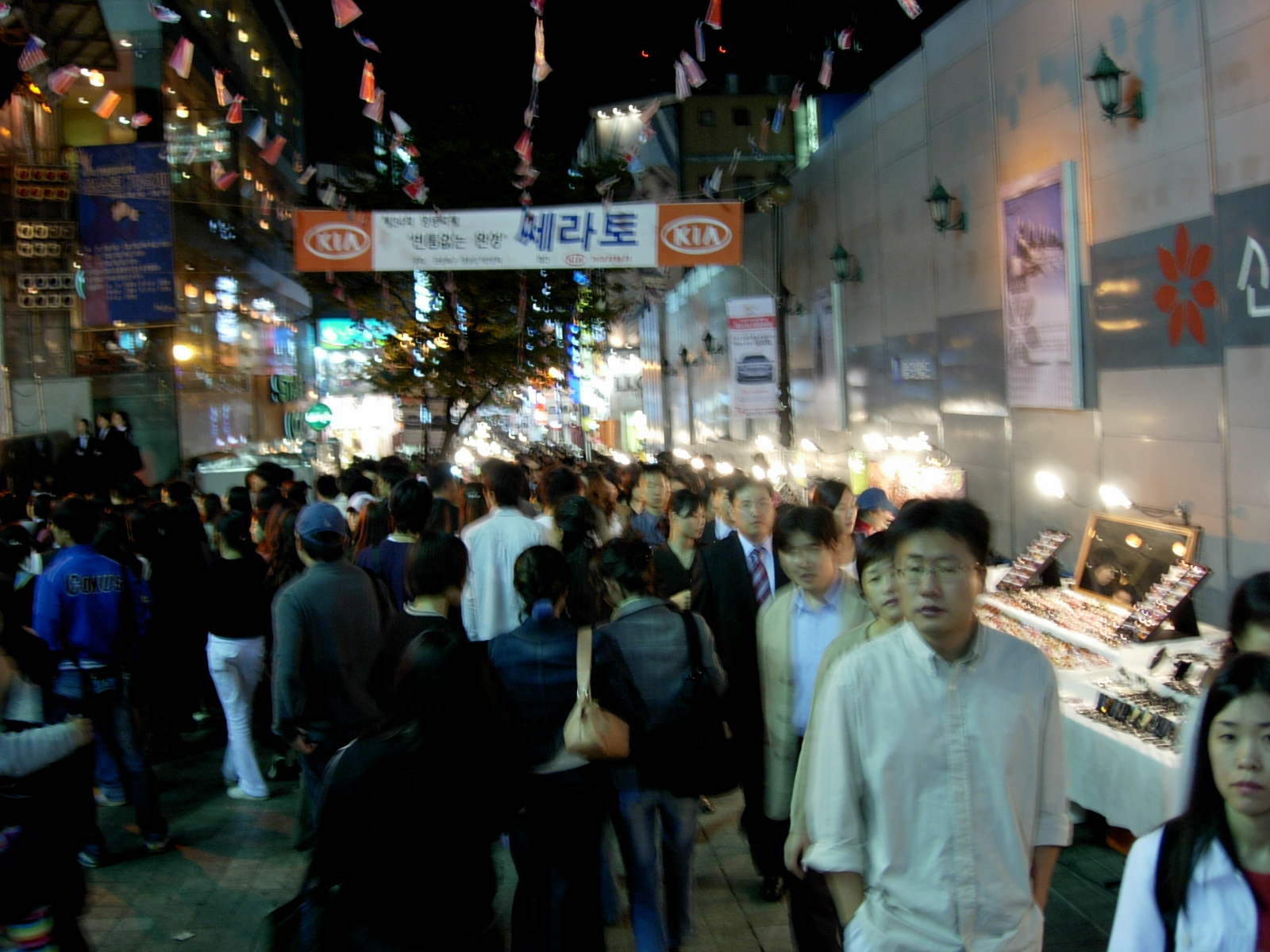
Mua sắm vào buổi tối

Chợ lớn nhất là chợ Dongdaemun, nơi cung cấp hàng hóa cho hàng ngàn cửa hàng thời trang bán lẻ trên khắp Hàn Quốc. Gần chợ Dongdaemun là một số khu phức hợp mua sắm lớn chuyên về các loại mặt hàng thời trang, từ trang phục chính thức đến giản dị, và từ quần áo đến tất cả các loại phụ kiện bao gồm túi xách và thắt lưng. Một vài trong số đó là Migliore, Hello APM và Doota. Có thể đến khu vực Dongdaemun bằng ga Dongdaemun và ga công viên lịch sử & văn hóa Dongdaemun.
Ở đây còn có chợ Namdaemun được đặt tên theo cổng Namdaemun, một khu chợ lớn nổi tiếng chuyên bán "bất cứ thứ gì dưới ánh mặt trời". Có thể đến Myeong-dong bằng ga Myeong-dong, và đến chợ Namdaemun bằng ga Hoehyeon, cả hai đều nằm trong khoảng cách đi bộ của nhau.
Chợ Gwangjang ở Jongno-gu nổi tiếng với món bindaetteok, và mayak kimbap. Có thể đến chợ bằng ga Jongno 5-ga, hoặc ga Euljiro 4-ga.
Insa-dong là một con phố hẹp cũng được biết đến với những cửa hàng đồ cũ, phòng trưng bày nghệ thuật truyền thống. Các chợ khác bao gồm chợ trời Hwanghak-dong, chợ Gyeongdong chuyên về đông y, chợ đồ cũ Changanpyeong. Ngoài ra chợ thủy sản Noryangjin và chợ cá Garak là nơi nhiều thương tiệm bán cá sẽ chuẩn bị sashimi tươi từ bất kỳ loại cá nào bạn chọn ở bể nuôi.

## Khuynh hướng và mốt thời trang
Myeong-dong là khu mua sắm và giải trí hàng đầu ở trung tâm Seoul, ở đó có một số tiệm thời trang và cửa hàng đứng top đầu của thành phố. Khu vực này đã được đầu tư nhiều, các tổ chức tài chính như ngân hàng và công ty đầu tư đều nằm trong khu vực.
Itaewon là một khu vực mua sắm khác đáng chú ý trong thành phố với những cửa hàng đặc biệt nhắm đến phần lớn người định cư nước ngoài ở Seoul. Khu vực này có một số cửa hàng giày dép, da, may mặc và nhiều loại đồ cổ như đồ đồng, đồ trang sức, các cửa hàng chuyên kinh doanh mỹ thuật và chữ thư pháp Hàn Quốc. Sinchon đặc biệt phổ biến với giới trẻ có lẽ do khoảng cách đến một số trường đại học hàng đầu của Seoul cũng như quận thanh thiếu niên lân cận của Hongdae. Có thể đến Itaewon bằng ga Itaewon, đến Insa-dong bằng ga Anguk và đến Sinchon bằng ga Sinchon, ga đại học Hongik và ga đại học nữ sinh Ewha (trước đây không nên nhầm lẫn với ga Jamsilsaenae ở phía đối diện của Seoul).
Khu vực Hongdae cũng là nơi có các gian hàng quần áo giá cả hợp lý, cửa hàng đồ cũ và giảm giá, đặc biệt dọc theo trục đường chính của Eoulmadang-ro, phục vụ cho những người muốn sở thích cá tính với sự sáng tạo. The Hongdae Playground còn được gọi là Hongik Children's Park, nằm giữa Wausan-ro và Wausan-ro 21-gil đối diện trường Đại học Hongik là nơi ở của những người bán hàng rong, họ bán đồ vào buổi chiều tối. Vào mỗi cuối tuần, từ tháng 3 đến tháng 11 lúc 13:00 đến 18:00, chợ trời sẽ được tổ chức trên Hongdae Playground (Hangul: 놀이터) ở phía trước cổng chính của Đại học Hongik. Các chợ trời được gọi là "Chợ tự do" vào thứ bảy và được gọi là "Chợ hy vọng" vào chủ nhật. Nơi đây bán những món đồ thủ công do sinh viên và nghệ sĩ đường phố làm ra, họ giống như những thợ thủ công non trẻ trong một không gian đậm chất nghệ thuật.
Các trung tâm mua sắm
- Times Square
- Starfield COEX Mall
- I'Park Mall
- Star city Mall

## Sang trọng và xa hoa
Apgujeong-dong (ga Apgujeong), Cheongdam-dong (ga Cheongdam) và Gangnam-gu (ga Gangnam) đều là những điểm mua sắm nổi tiếng. Trong khi Myeong-dong phục vụ nhóm người trẻ tuổi hơn, khu vực Gangnam thường thu hút được nhiều người dân Hàn Quốc giàu có đến mua sắm trong những cửa hàng bách hóa và cửa hiệu sang trọng, cũng như ăn tối tại một số quán cà phê và nhà hàng tốt nhất trong thành phố. Starfield COEX Mall trong khu vực cũng rất phổ biến với nhiều người dân địa phương và ở đây có một trong những hồ cá lớn nhất ở châu Á, có thể đến đây bằng ga Samseong.
Đoạn đường chính Apgujeong-ro dài 760 mét ở Cheongdam-dong, chạy từ ga Apgujeongrodeo tại Cửa hàng Bách hóa Galleria đến ngã tư Cheongdam, được gọi là 'Con đường Thời trang Cheongdam' hoặc 'Con đường Cheongdamdong của sự xa hoa'. Nó chứa một dãy cửa hàng với các thương hiệu sang trọng, như cửa hàng flagship đầu tiên của Cartier ở Hàn Quốc, có tên là Cartier Maison, cửa hàng flagship MCM Haus, 10 Corso Como, Ermenegildo Zegna, Salvatore Ferragamo, Louis Vuitton, Prada, Burberry; cũng như làm đại lý cho 3.1 Phillip Lim, Martin Margiela, Tory Burch và nhà thiết kế người Hàn Son Jung-wan. Khu vực này cũng là nơi có cửa hàng flagship châu Á đầu tiên của Vera Wang 'Vera Wang Bridal Korea.

## Những cửa hàng đặc biệt

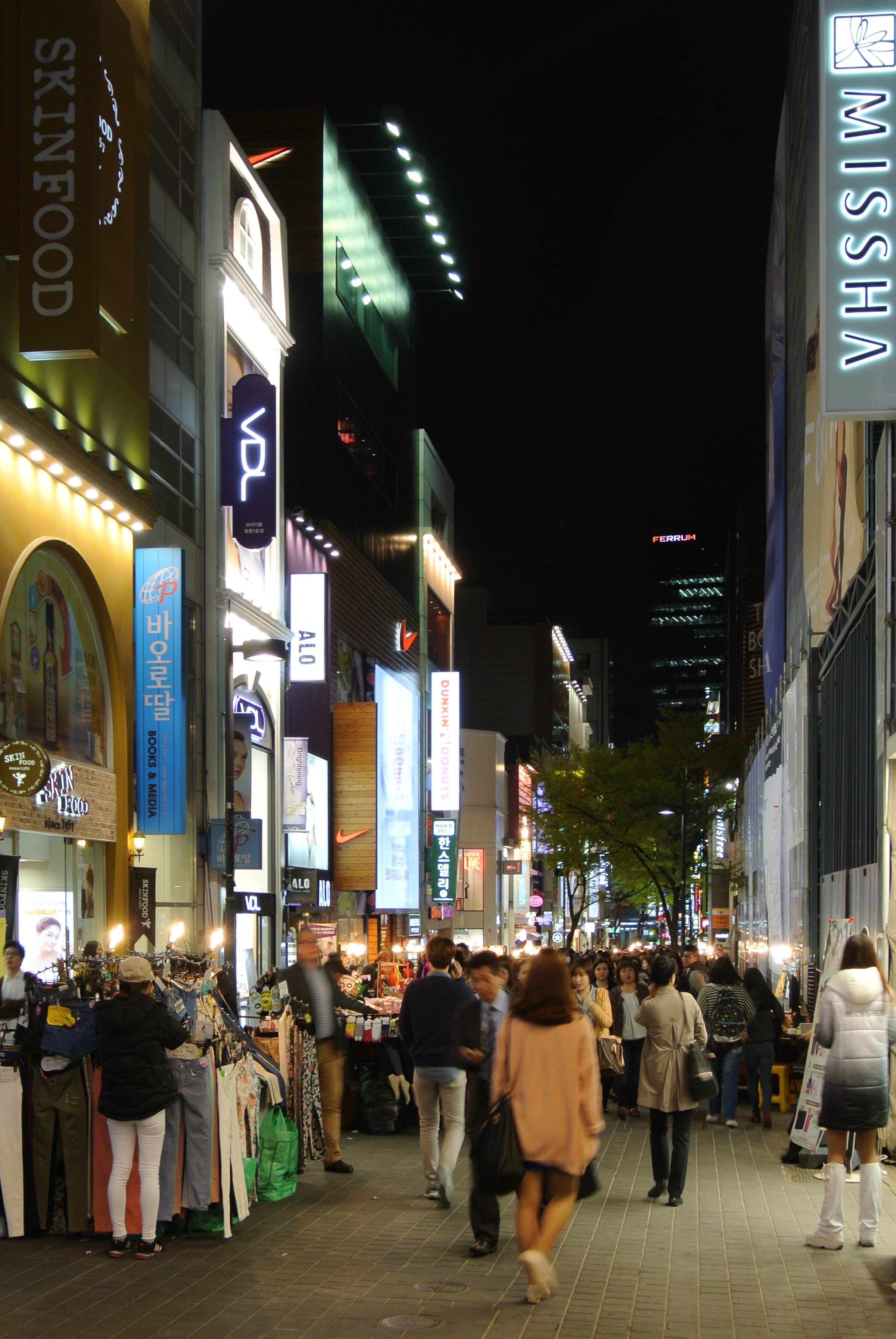
Myeong-dong vào buổi tối, cửa hàng Missha ở bên phải

Chợ Điện tử Yongsan của Seoul là chợ điện tử lớn nhất trên toàn Châu Á. Chợ chuyên về hàng điện tử các loại cũng như các bộ phận máy tính, trong đó Hàn Quốc là nhà sản xuất lớn trên thế giới và nó bao gồm khoảng 5.000 cửa hàng nằm bên trong 22 tòa nhà. Đến khu vực này bằng ga Yongsan hoặc ga Sinyongsan. Techno Mart ở Gwangjin-gu là một trung tâm mua sắm lớn chuyên về hàng điện tử và máy tính, có thể đến đây trực tiếp bằng ga Gangbyeon. Ngoài ra còn có một trung tâm mua sắm điện tử tọa lạc ở Seocho-dong, Seocho-gu, có thể đến bằng lối thoát 3 của ga xe buýt tốc hành Nambu.
Mỹ phẩm và chăm sóc da
- AmorePacific: Etude House, Laneige, Innisfree, IOPE, Mamonde và Laneige Homme
- Ĭsa Knox
- Missha
- Skin Food
- The Face Shop